# Дружбівка (Генічеський район)
Дру́жбівка (до 1945 — Калга) — село в Україні, в Іванівській селищній громаді Генічеського району Херсонської області. Населення становить 653 осіб. 24 лютого 2022 року село тимчасово окуповане російськими військами під час російсько-української війни.

## Населення
Згідно з переписом УРСР 1989 року чисельність наявного населення села становила 737 осіб, з яких 328 чоловіків та 409 жінок.
За переписом населення України 2001 року в селі мешкало 645 осіб.

### Мова
Розподіл населення за рідною мовою за даними перепису 2001 року:
| Мова       | Відсоток |
| ---------- | -------- |
| українська | 90,81 %  |
| російська  | 8,42 %   |
| вірменська | 0,61 %   |
| білоруська | 0,15 %   |

## Соціальна сфера
В селі розташовані:

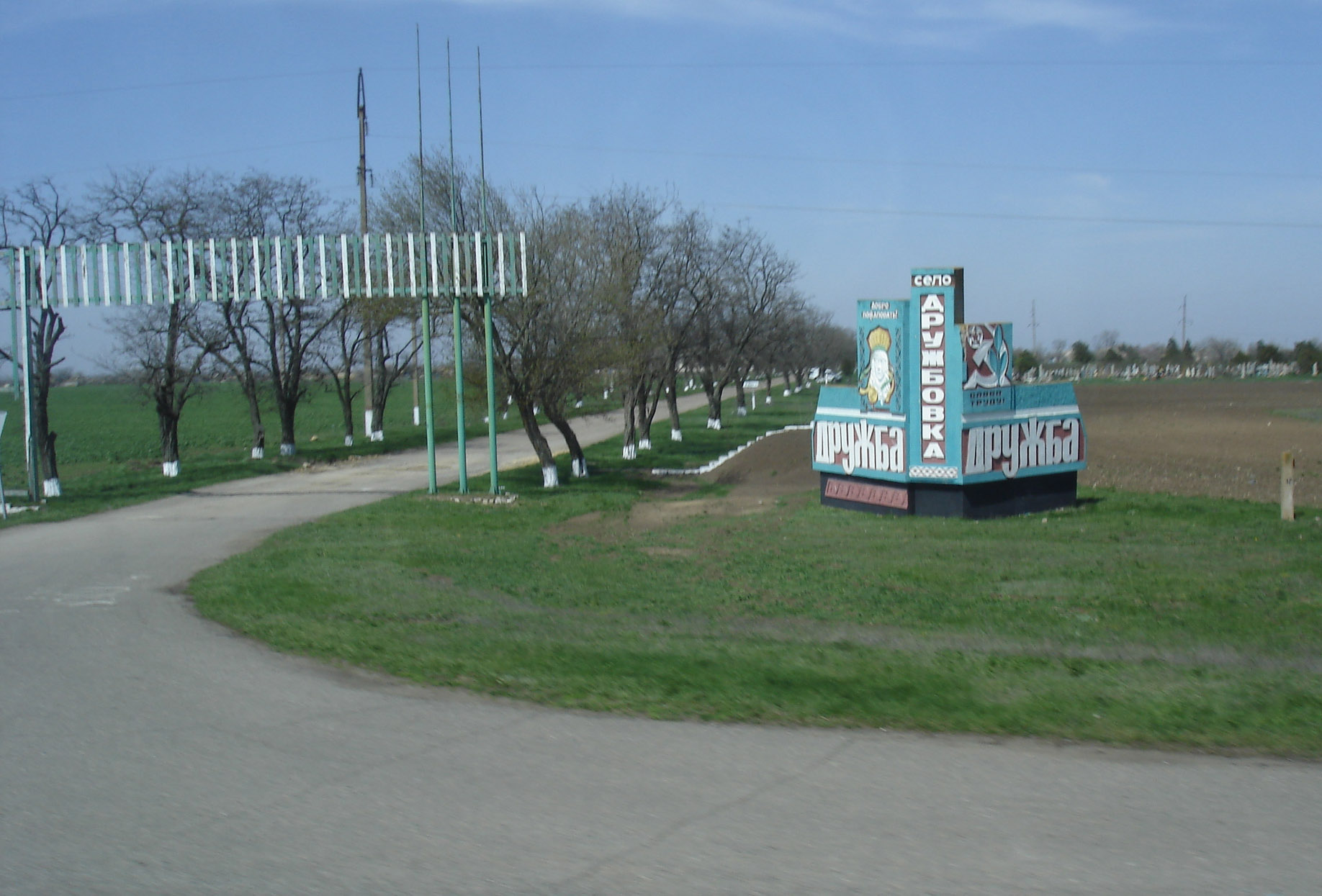
В'їзд в село з автодороги

- Дружбівська загально-освітня школа І-ІІІ ступенів;
- Дитячий садок «Сонечко»;
- Фельдшерсько-акушерський пункт;

## Економіка
- ТОВ «Дружба».

## Відомість села
У 2011 році село стало відоме тим, що заради викупу у 100 тисяч гривень 27-ми річний місцевий житель викрав сусідського 14-річного хлопчика, але бажаючи налякати не розрахував сили і придушив його.
Затриманий пояснив, що хлопчика вбивати не хотів. Щоб просто його налякати, витяг мотузку і почав душити, але не розрахував сил. Коли сталося лихо, затягнув тіло до закинутої хати, а речі хлопчика розкидав по полю.